# Joseph Binder (Maler)
Joseph Binder, auch Josef Binder (* 15. Februar 1805 in Wien; † 16. April 1863 in Kaltenleutgeben, Niederösterreich), war ein österreichischer Maler.

## Leben

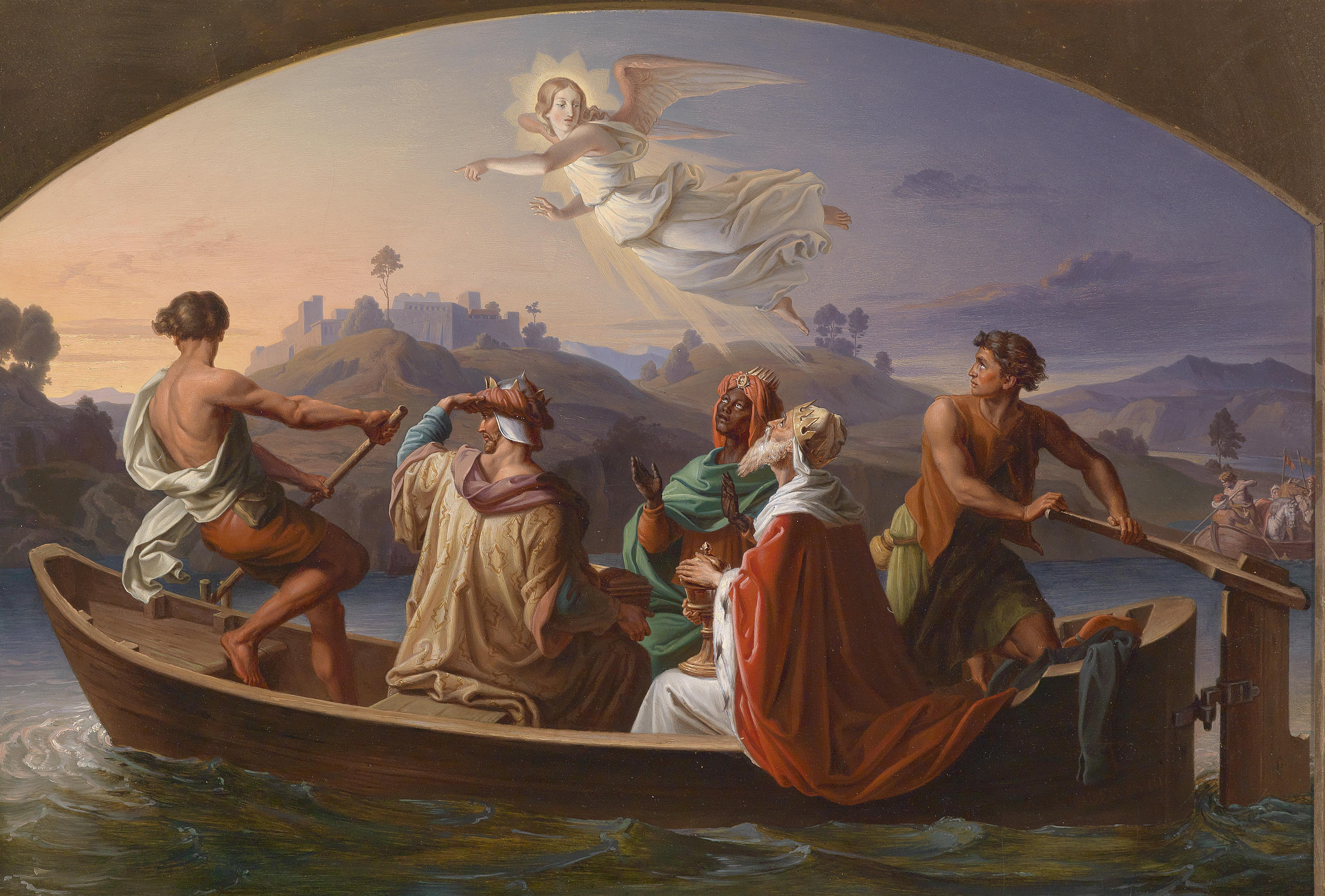
Die Hl. Drei Könige auf dem Weg nach Bethlehem, 1846

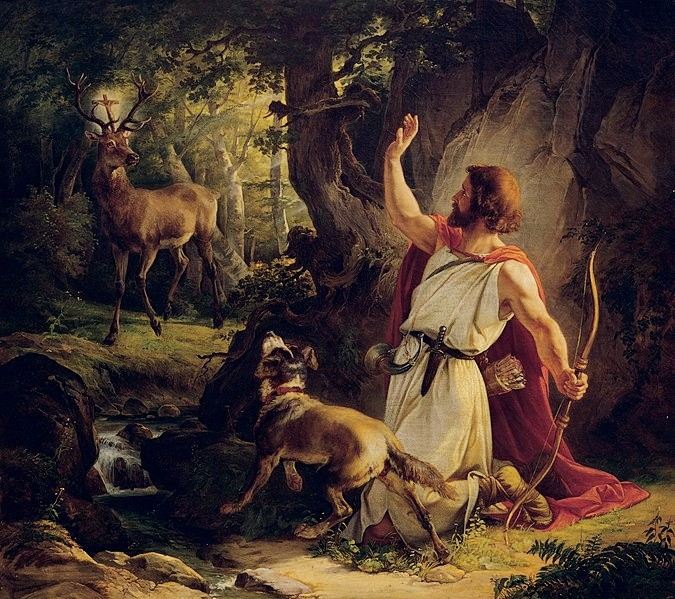
Die Bekehrung des Hl. Eustachius, 1849, Österreichische Galerie Belvedere

Binder studierte Malerei an der Akademie der bildenden Künste Wien. Von 1827 bis 1834 war er in München tätig. Dort war er durch Vermittlung von Ferdinand Johann von Olivier im Hause des Malers Julius Schnorr von Carolsfeld untergekommen. Unter Heinrich Maria Hess beteiligte er sich an der Ausmalung der Allerheiligenkirche. In den Jahren 1828 bis 1833 gehörte er dem Münchner Kunstverein an. Von 1835 bis 1839 war er Lehrer an der Städelschule in Frankfurt am Main. 1847 kehrte er nach Wien zurück, wo er ab 1848 Mitglied und Lehrer an der Elementarschule der Akademie der bildenden Künste war. In den Jahren 1851/1852 wirkte er als Zeichenlehrer an der Schottenfelder Realschule in Wien. 1848 erhielt er den Reichel-Preis. 1861 wurde er Mitglied des Wiener Künstlerhauses.
Binder malte meist biblische Historien. Er behandelte religiöse Themen wie Belisar, Schutzengel bei einem schlafenden Kinde, Christus und Magdalena und Auffindung des Moses. Zwischen 1828 und 1830 stellte er seine Gemälde im Kunstverein München aus. Auch entstanden Bilder aktuellen Inhalts, etwa Kaiser Max auf der Martinswand. Außerdem verarbeitete Binder geschichtliche Stoffe, Legenden, Allegorien und Dichtungen, z. B. in dem Fresko Germania. Diese Kunst schuf er in einem den Nazarenern nahen, aus Elementen der Renaissancemalerei und des Altdeutschen geprägten sowie mit romantischen Gefühlsinhalten untermischten Stil, der ihm insbesondere durch Philipp Veit vermittelt worden war. Andere Vorbilder neben Hess waren Joseph von Führich und Moritz von Schwind. Eine seinen Historien ähnliche Auffassung zeigen Binders Porträts.